# District de Goryeong
Le district de Goryeong est un district de la province du Gyeongsang du Nord, en Corée du Sud.

## Histoire
C'était le centre de l'ancien royaume de Daegaya.